# 吉岡信敬

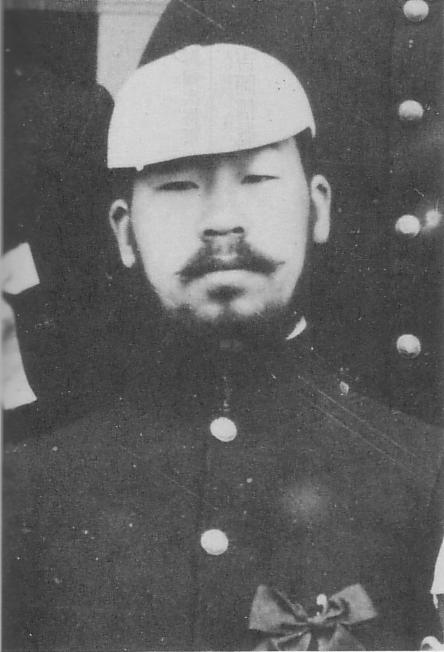
吉岡信敬

吉岡 信敬（よしおか しんけい/のぶよし、1885年〈明治18年〉9月1日 - 1940年〈昭和15年〉12月7日）は、日本の応援団員、新聞記者。早稲田大学の応援隊長として「虎鬚彌次将軍」の通称で知られ、当時は乃木希典、葦原金次郎と並んで「三大将軍」と呼ばれたほどの人気者だった。
なお、名前の正式な読みは「のぶよし」であるが、一般的には「しんけい」と呼ばれており、また本人もそう称していた。

## 生涯

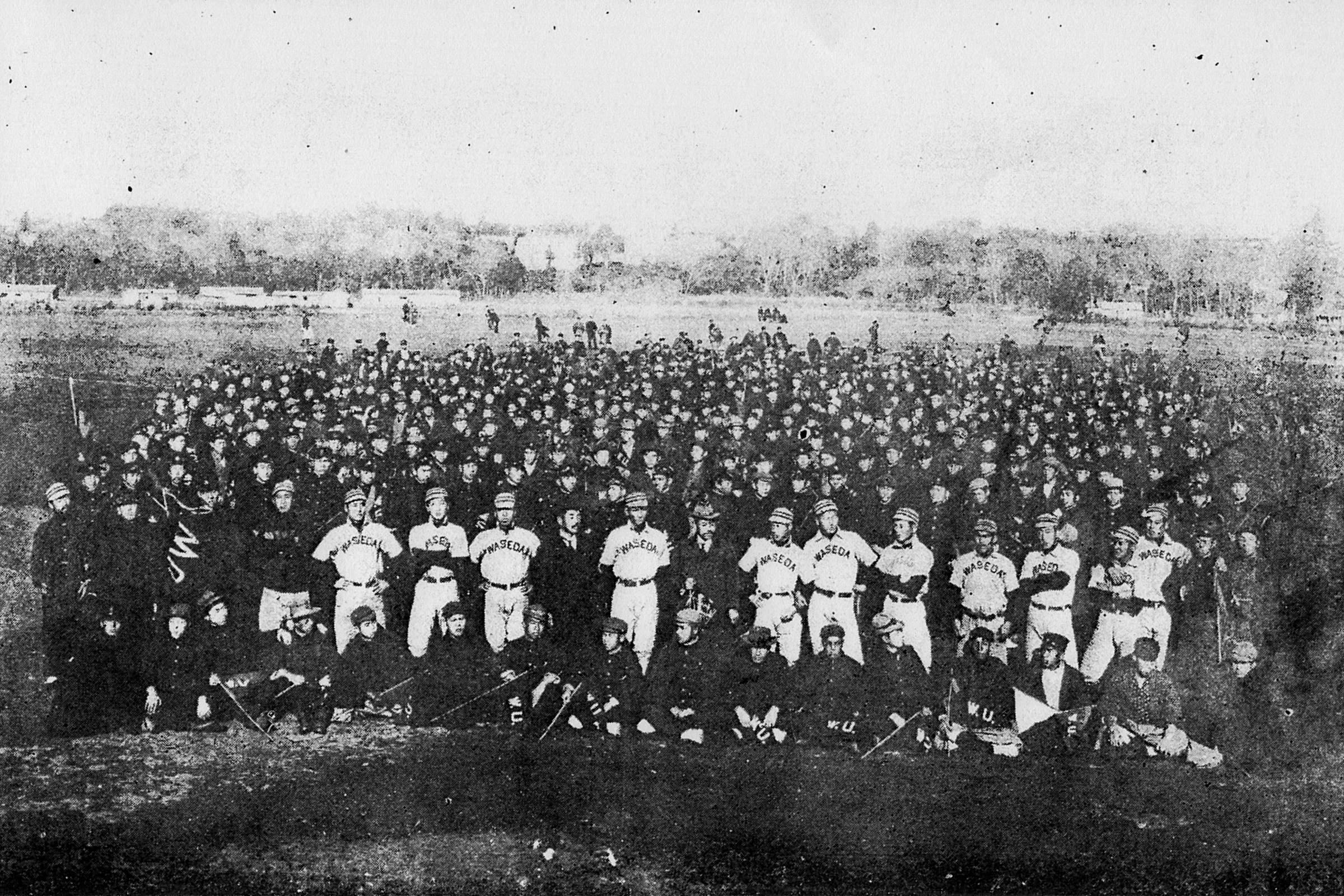
早慶戦中止の報に接した早大野球部員と応援隊員（1906年11月11日）

### 生い立ち
吉岡信敬は1885年（明治18年）9月1日、父・吉岡湖一郎、母・サヨの三男として生まれた。
出生は山口県萩城下河添村説と東京府小石川区（現・東京都文京区）説があり、正確なところは分かっていない。ただ、吉岡家はもともと萩に住んでいたが信敬が小学校に上がる頃には小石川に住んでいた、ということは確かである。
父は旧長州藩士であり山口県士族。祖父は幕末動乱期の維新志士であったが、若くして横死したという。
また吉岡信敬には妹が一人いた。しかし二人いた兄は共に家を出て消息不明となってしまっており、質素な家庭環境であり、複雑な家族関係であったようだ。

### 野球から「彌次将軍」へ
1898年（明治31年）、早稲田中学校に入学し、野球部に籍を置く。レフトなどを担当したが選手としては決して上手くなかった。
その一方で1902年（明治35年）頃から当時「彌次」と呼ばれていた応援活動に興味を持ち始め、次第にその面白さに惹かれていき、早稲田中学野球部の試合のみならず、早稲田大学野球部の試合にも必ず顔を出して蛮声を張り上げて応援をしていたという。
1904年（明治37年）春に早稲田中学校を卒業したが、第一高等学校受験に挑んだ。入学も出来ていないのに「一高の学生さん」の典型的な服装を普段から着ているほどであったが、受験勉強もそこそこに、知人の家に行き様々な情報を集め、また別の家に行き集めた情報を喋るという家々を渡り歩いての雑談三昧をした挙げ句に二年連続で不合格となり、1906年（明治39年）春には早稲田大学商業科に入学した。
そして後に月謝未納により退学を命じられたが、即、入学料を添えて今度は政治科に願書を提出して入学し直し、合わせて計約10年間に渡り早稲田大学に在籍し、早稲田大学の応援団を盛り上げた。
早稲田大学入学前には早稲田高等予科に在籍していたが早稲田大学生としての応援活動は出来なかったため、主に野球の試合の場内案内担当や整理担当を務め、これにより応援活動のみならず場内案内や場内整理の経験と能力をおのずと身に付けた。
そして1905年（明治38年）、橘静二（後に早稲田大学学長・高田早苗の秘書）、吉田淳（後に朝日新聞記者）らと早稲田大学応援隊（当時は彌次隊、声援隊などといわれた）を結成し、その隊長となる（橘・吉田の二人が副隊長）。以降、野球を中心に各種スポーツの応援には必ず姿を見せ、応援や場内整理にあたるようになる。この頃から「虎鬚彌次将軍」と呼ばれるようになり、バンカラの代名詞として、一学生でありながら東京のみならず日本全国の学生にまで名を知られる存在となっていった。1906年（明治39年）には応援の過熱がもとで早慶戦が中止になり（以後、1925年（大正14年）まで中止は続く）、このことで一部から批判を浴びるも、人気は衰えなかった。
1909年（明治42年）、親友の冒険小説家、押川春浪が主催したスポーツ社交団体「天狗倶楽部」に加入。同時期には春浪が主筆を務めた『冒険世界』『武侠世界』や安部磯雄主幹の『運動世界』といった雑誌に原稿を発表する。
1911年（明治44年）11月19日に羽田運動場で開かれた日本初のオリンピック代表選考会「国際オリムピック大会選手予選会」には審判として参加し、マラソン競技の沿道の様子や地形の概略の説明を行った。これに参加していた金栗四三は、吉岡のコース説明が長かったと述懐している。

### 早稲田大学中退後
1912年（大正元年）、早稲田大学を中退し、同年12月1日、一年志願兵として麻布第一連隊に入営。
除隊後の1914年（大正3年）3月31日、紙面拡充を計った読売新聞の招きにより運動欄と学生欄の主任に就任、新聞記者となった。
1914年（大正3年）に押川春浪が逝去した時には、葬儀の記事が載った日から読売新聞紙上で四日連続四回に渡り追悼文記事を連載し、11月23日付の読売新聞には天狗倶楽部主催の野球と相撲の追悼試合を企画したとの記事が掲載された。
その後の吉岡信敬は、主に徳川義親侯爵の友人の一人として行動するようになる。
1922年（大正11年）から山岡順太郎により関西大学で行われた『学の実化講座』の第20回に、徳川義親に伴って「学生運動競技会の過去、現在及び未来」と題して講演を行った。
1923年（大正12年）11月には同年9月1日に発生した関東大震災の震災孤児救援のための募金集めのために、大阪毎日新聞社主催で徳川義親侯爵が後援会代表を務めていた奇術師・阿部徳蔵による「阿部氏 科学的マジック試演大会」が関西各地で催され、吉岡信敬はその解説役を務めた。
また1924年（大正13年）4月29日には当時の皇太子であった昭和天皇の祝宴で、徳川義親の紹介により余興で行われた阿部徳蔵による手品の説明役を仰せつかり、
- 「東宮女官など大勢の人たちがいたので今日は何時にもなく緊張してしまって汗が出た」

- 「でも大成功し、皆様熱心に面白く御覧になっていて愉快に堪えなかった」

- 「東宮様のお髭も拝見したがまだ揃っておらず立派とは言えない」

- 「妃殿下は写真よりもお美しく、お二方はお睦まじく拝見しました」

と述べた。
1924年（大正13年）6月7日、8日に渡り、徳川義親と阿部徳蔵と共に報知講堂で奇術会を催し、アイヌ研究者ジョン・バチェラー博士への後援資金を募った。
そして1928年（昭和3年）3月17日には、元早稲田大学野球部の泉谷祐勝と共に、北海道のユーラップ川沿いの徳川義親所有のユーラップ農場周辺での熊狩りに参加している。（但し用事が出来てしまい吉岡と泉谷は途中で帰京している）
1932年（昭和7年）11月6日、赤沼吉五郎恐喝の容疑で逮捕され、1933年（昭和8年）6月29日の第二回公判では、
- 「「赤沼が謝罪に来てるからお前も来い」との電話で愉快に思いすぐ駆けつけた」
- 「自分の声は心臓を突き刺すような声をしているからこの声のせいである」

と恐喝を否認しながらも野次将軍らしい供述に判事や検事たちまで笑い出す一幕もあったが、1935年（昭和10年）10月24日、懲役4ヶ月執行猶予3年の実刑判決を受けた。
1940年（昭和15年）12月7日、急性肺炎のため小石川の自宅で逝去した。享年57。告別式は高原院で執り行われた。墓所は雑司ヶ谷霊園にあると伝えられている。

## エピソード
- トレードマークとなる無精髭は中学時代から生やしており、下級生からは「髭のおじさん」というニックネームを付けられていた。
- 歌人の窪田空穂は「電報新聞」記者時代に吉岡と知り合って以来、終生親しい付き合いがあった[7]。吉岡が「運動術士」の仮名で『新古文林』に連載し後に書籍化された『運動界の裏面』は、空穂が口述筆記を担当した[42][43]。空穂は、応援隊長当時の信敬の人気を示すエピソードとして「信敬とともに菓子を買いにいったところ、見知らぬ店員から『あなた吉岡さんでしょう。おまけして置きましたよ』とサービスをされた」「上京して旅館に逗留していた友人のもとへ信敬を紹介したところ、友人は宿の女中からしきりに『あなた、なぜ吉岡さんを知っていますか？』と不思議がられた」などということがあったと書いている[44]。
- 島崎藤村の詩を愛し、「母を葬るの歌」をよく口ずさんでは涙していた。
- 園芸が趣味であり、「応援隊活動に生活の六分を費やしているなら、草花いじりには三分を費やしていた」とも評された。
- 1906年の早慶戦の際に、白馬に跨がり剣を抜いて慶應グラウンドに進軍したという伝説がある（ただし、横田順彌の研究によれば、これは実際にあったことではない可能性が高い）。
- 押川春浪主筆の『冒険世界』が1910年（明治43年）に行った人気投票『痛快男子十傑』では「一般学生」の部で第１位となり[2]、また同じ年にスポーツ雑誌である『運動世界』が行った「運動家十傑」という読者投票企画では、スポーツ選手ではないにもかかわらず第９位に入った三島弥彦に次いで第１０位に選ばれている[45][46]。
- 小説家の島村抱月とは、抱月が早稲田野球部の合宿所の裏手に引っ越したことがきっかけとなり親しかった。
- 彫刻家の藤井浩祐によって彫刻が作られたことがある。
- 大の飛行機好きで、どこかで飛行会があれば野球の応援すらそっちのけで見に行ったほどであった。
- 中央公論の編集者であった木佐木勝の『木佐木日記』（現代史出版会、1975-76年）には、1923年（大正12年）に小川未明宅を訪ねたところ先客がおり、それが信敬だったという記述がある。「（信敬が応援隊長として名を馳せていたのは）ちょうど自分がまだ小学生のころだったが、子供の自分までその名を覚えていたぐらいだから、当時の盛名が思いやられるのだった」「自分たちと全くちがった世界の住人のような吉岡将軍から、自分たちのまるで持っていないものを見せつけられて、どぎもを抜かれたかたちだった。あとで、何かしら吉岡将軍がうらやましいような気がした」など記している。
- 小説家・佐藤紅緑の野球チームに入っていたことが有り、紅緑の息子で詩人のサトウハチローが早稲田中学に入学する際には保証人になっている。
- 広津和郎は著書『年月のあしおと』（講談社 1963年）の中で、1937年（昭和12年）ごろ、信敬と路上で大喧嘩寸前になったと記している。

## 関連作品
テレビドラマ
- 『いだてん〜東京オリムピック噺〜』(2019年 NHK大河ドラマ) 演：満島真之介